# کمال الشیخ
کمال الشیخ (عربی: كمال الشيخ؛ ۲ فوریهٔ ۱۹۱۹ – ۲ ژانویهٔ ۲۰۰۴) کارگردان فیلم اهل مصر بود.